# Dorothy Fields
Dorothy Fields   (Allenhurst, 15 de juliol de 1905 - Nova York, 28 de març de 1974) va ser una guionista i lletrista estatunidenca. Va escriure més de 400 cançons, principalment per a musicals de Broadway i per a pel·lícules de Hollywood. Les seves peces més conegudes són The Way You Look Tonight (1936), A Fine Romance (1936), On the Sunny Side of the Street (1930), Don't Blame Me (1948), Pick Yourself Up (1936), I'm in the Mood for Love (1935), You Couldn't Be Cuter (1938) o Big Spender (1966). Al llarg de la seva carrera va tenir col·laboracions molt destacades amb Jerome Kern o Irving Berlin, entre d'altres. Juntament amb Kay Swift, Ann Ronell o Dana Suesse és una de les primeres dones a triomfar amb el grup Tin Pan Alley i entre els productors musicals de Holywood.
El 1936 va guanyar l'Oscar a la millor cançó original amb The Way You Look Tonight, del film En ales de la dansa, amb Fred Astaire i Ginger Rogers.